# Коомонте
Коомонте (ісп. Coomonte) — муніципалітет в Іспанії, у складі автономної спільноти Кастилія-і-Леон, у провінції Самора. Населення — 240 осіб (2010).
Муніципалітет розташований на відстані близько 260 км на північний захід від Мадрида, 70 км на північ від Самори.

## Демографія
Динаміка населення (INE ):

## Галерея зображень

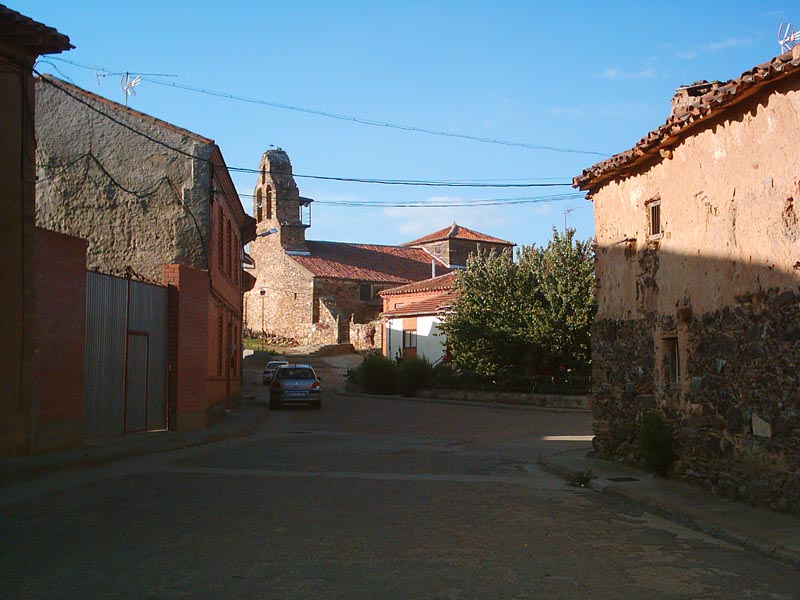
Церква Сан-Хуан